# Buick Envista
Buick Envista – samochód osobowy typu SUV Coupe klasy średniej produkowany pod amerykańską marką Buick od 2022 roku.

## Historia i opis modelu

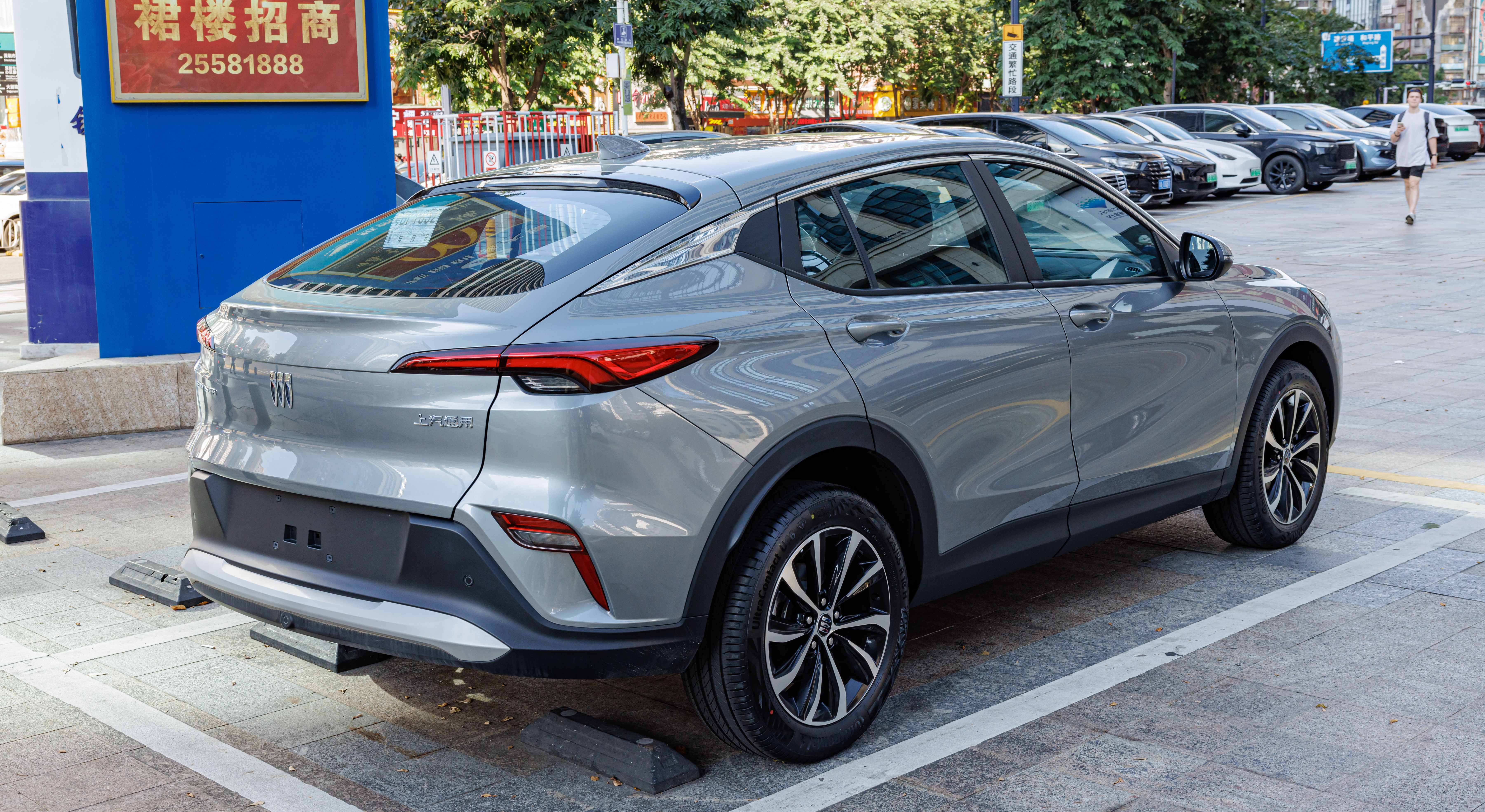
Buick Envista - tył

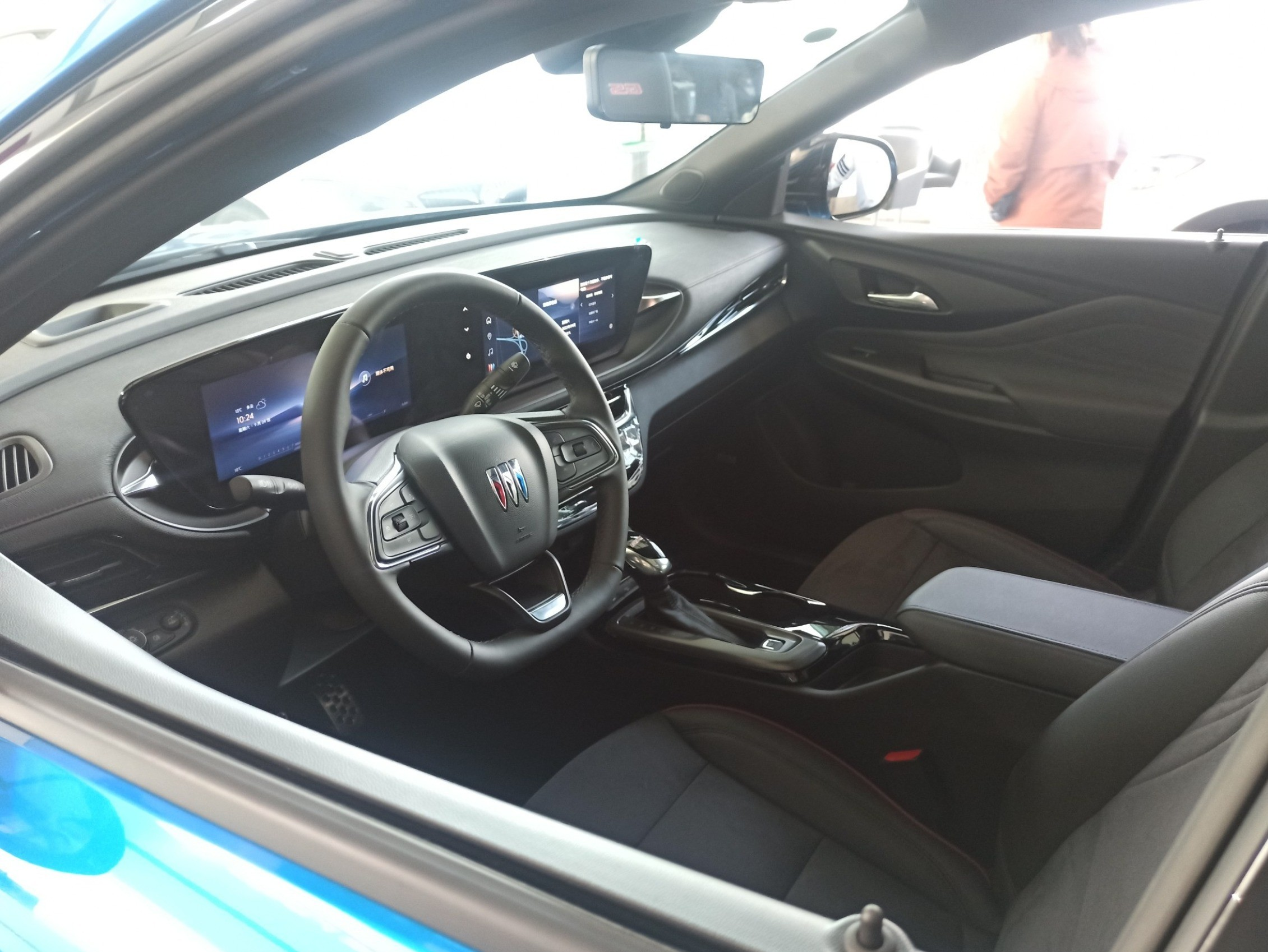
Buick Envista - kokpit

Buick Envista powstał jako nowy model w gamie amerykańskiej firmy, będący pierwszym w jej historii SUV-em Coupe z charakterystycznie, łagodnie opadającą linią dachu ku tylnej części nadwozia. Samochód powstał jako pierwszy model utrzymany w zupełnie nowym języku stylistycznym "Pure Design", który zainaugurował w czerwcu 2022 prototyp Buick Electra X Concept, a także inne studium - Buick Wildcat Concept. W przeciwieństwie do dotychczasowych modeli Buicka, Envista zyskała nisko osadzony trapezowy wlot powietrza, dwurzędowe reflektory z wąskimi głównymi kloszami wykonanymi w technologii LED, a także nowe logo firmowe umieszczone na środku szpiczasto ukształtowanego zderzaka. Sylwetkę wzbogaciły liczne przetłoczenia, które urozmaiciły szczególnie panele boczne. Poszczególne detale stylistyczne mogą różnić się w zalezności od wariantu wyposażeniowego.
Deska rozdzielcza rozwinęła dotychczas stosowany koncept, adaptując większą powierzchnię wyświetlaczy zamiast dotychczasowego, masywnie ukształtowanego kokpitu, mając zwiększyć poczucie przestronności i przestrzeni. Cyfrowe wskaźniki umieszczono pod jedną taflą z centralnie umieszczonym dotykowym ekranem systemu multimedialnego, w obu przykładach mając przekątną 10,25 cala. System operacyjny Envisty zapewnia łączność z interfejsami Apple i Android, a także umożliwia zdalne aktualizacje za pomocą internetu.
Do napędu Buicka Envista na rynku chińskim wykorzystany został jeden, czterocylindrowy silnik benzynowy z turbodoładowaniem, który charakteryzuje się pojemnością 1,5 litra i mocą maksymalną 181 KM. Jednostka napędowa została udostępniona nabywcom w połączeniu wyłącznie z automatyczną, bezstopniową przekładnią CVT, która przenosi moc na przednią oś. Dla klientów w Ameryce Północnej wykorzystano inną, także turbodoładowaną, lecz trzycylindrową jednostkę benzynową o pojemności 1,2 litra i mocy 136 KM. Zamiast CVT, półncoamerykańskie Envisty otrzymały klasyczną hydrauliczną automatyczną skrzynię biegów o 6 przełożeniach.

### Sprzedaż
Podobnie jak inne modele Buicka, Envista została zbudowana głównie z myślą o rynku chińskim. Sprzedaż modelu rozpoczęła się tam niespełna miesiąc po debiucie, pod koniec września 2022. Produkcją zajęły się chińskie zakłady SAIC-GM, początkowo wyłącznie na potrzeby rynku lokalnego. Ponadto, pod koniec listopada 2022 Buick oficjalnie potwierdził poszerzenie zasięgu rynkowego Envisty o rynek Ameryki Północnej w 2023 roku. Tamtejsza specyfikacja zadebiutowała w kwietniu 2023 roku, pochodząc z fabryki General Motors w Korei Południowej.

### Silniki
- R3 1.2l Turbo 136 KM
- R4 1.5l Turbo 184 KM